# Ліза Скіннер
Ліза Марі Скіннер (нар. 17 лютого 1981; Брисбен, Австралія) — австралійська гімнастка, яка змагалася на Олімпійських іграх 1996, 2000 і 2004 років. Вона була першою австралійською гімнасткою (як серед жінок, так і серед чоловіків), яка кваліфікувалася у фінал індивідуальної диципліни на Олімпіаді. Згодом гастролювала з Цирком дю солей виступаючи сольно на повітряних обручах.

## Гімнастична Кар'єра
Скіннер почала займатися гімнастикою 1987 року в Академії Лоунтон. Між 1995 і 2004 роками постійно входила до складу австралійської команди, змагаючись на чотирьох чемпіонатах світу, трьох Олімпійських іграх та інших міжнародних змаганнях. Чемпіонка Австралії 1996 і 1997 років.
Першим дорослим міжнародним змаганням для Скіннер став Чемпіонат світу 1995 у Сабае, на якому вона посіла разом з австралійською командою 12-те місце. Наступного року, на Олімпійських іграх 1996, вона допомогла Австралії посісти 10-те місце в командному фіналі і фінішувала 36-ю в індивідуальному багатоборстві.
У наступні роки міжнародні виступи Скіннер значно покращилися. Вона завоювала дві золоті медалі на іграх Співдружності 1998: одну в змаганнях команд, іншу в індивідуальних змаганнях на різновисоких брусах. На Чемпіонаті світу 1999 вона посіла 15-те місце в багатоборстві.
На літніх Олімпійських іграх 2000 в Сіднеї, Скіннер була найвищою за рейтингом австралійською гімнасткою. В якийсь момент у багатоборстві вона була на третьому місці. Однак, її опорний стрибок мав низьку базову оцінку, тож вона не набрала достатньо балів, щоб завоювати медаль. В підсумку посіла 8-ме місце, найвище серед австралійських гімнастів за увесь час. У фіналі вільних вправ мала ще один шанс заробити медаль, але в підсумку опинилась на 8-му місці після падіння. Поява Скіннер була все-таки помітною, оскільки вона була першою серед австралійських гімнастів, що кваліфікувались в олімпійський фінал. Результату, який вона показала в цій самій вправі під час індивідуального багатоборства, 9.75, вистачило б в індивідуальному фіналі на бронзову медаль.
Після Олімпіади 2000 Скіннер завершила кар'єру, але в 2002 році вирішила відновити тренування. Вона повернулася до змагань в 2003 році, представляючи Австралію на світовий Чемпіонаті світу зі спортивної гімнастики 2003 та чемпіонаті Тихоокеанського Альянсу 2004, і на літніх Олімпійських іграх 2004. На своїй третій Олімпіаді Скіннер виступала на брусах і колоді.
Як гімнастка Скіннер був відома своєю виразною, балетною презентацією і чистими лініями. Вона була фахівцем з вільних вправ упродовж багатьох років, показуючи вправи з унікальною хореографією та музикою. Також створила кілька трико, які одягали на себе гімнасти австралійської збірної на великих змаганнях.
Після Олімпійських ігор 2004 року Скіннер завершила виступи.

## Цирк дю солей
Скіннер пізніше почала працювати з Цирком дю солей з їхнім номером Алегрія як виконавець power-track та dance captain на цьому шоу у квітні 2006 року. Після цього 2010 року приєдналася до іншого шоу, Quidam, як підтримка для персонажа «Мішень», а також виконувала вправи в складі тріо повітряних обручів до закриття шоу в лютому 2016 року. Після закриття шоу quidam, Скіннер почала виступати сольно на повітряному обручі з гастрольним шоу Koozå, приєднавшись до них у своєму рідному штаті Квінсленд 24 листопада 2016 року. однак буквально через 3 дні у неї стався перелом шиї і перелом руки під час виступу Koozå в Брисбені.